# Imbir cytwarowy
Imbir cytwarowy (Zingiber zerumbet) – gatunek byliny z rodziny imbirowatych, w uprawie w krajach tropikalnych, w Indiach.
Dorasta do 2 metrów wysokości, posiada liście szerokolancetowate. Kwiaty duże, żółte zebrane są w szczytowe jajowate kłosy.
Kłącze rośliny używane dawniej w lecznictwie, jest mniej ostre od imbiru lekarskiego.

## Galeria

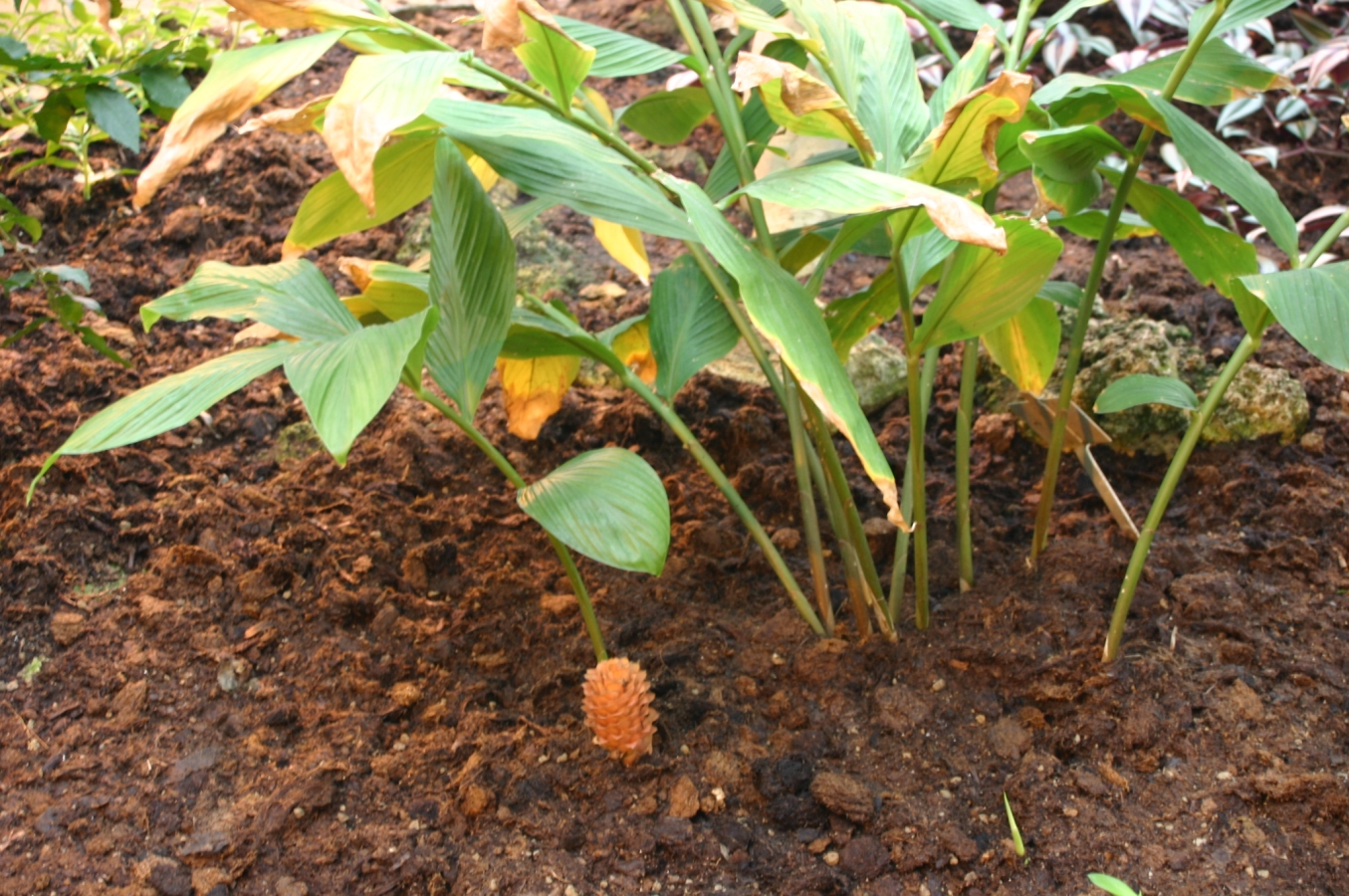
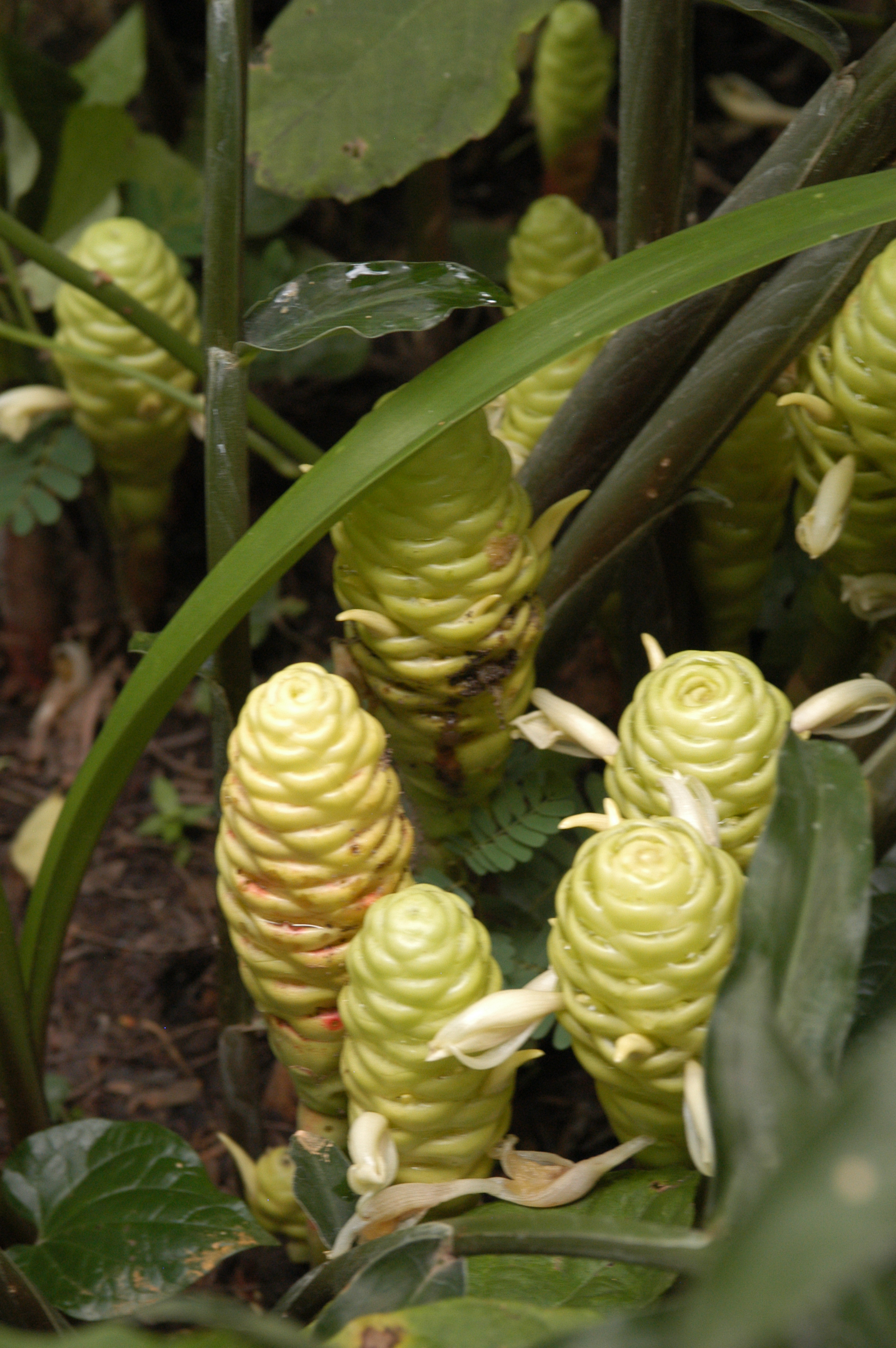
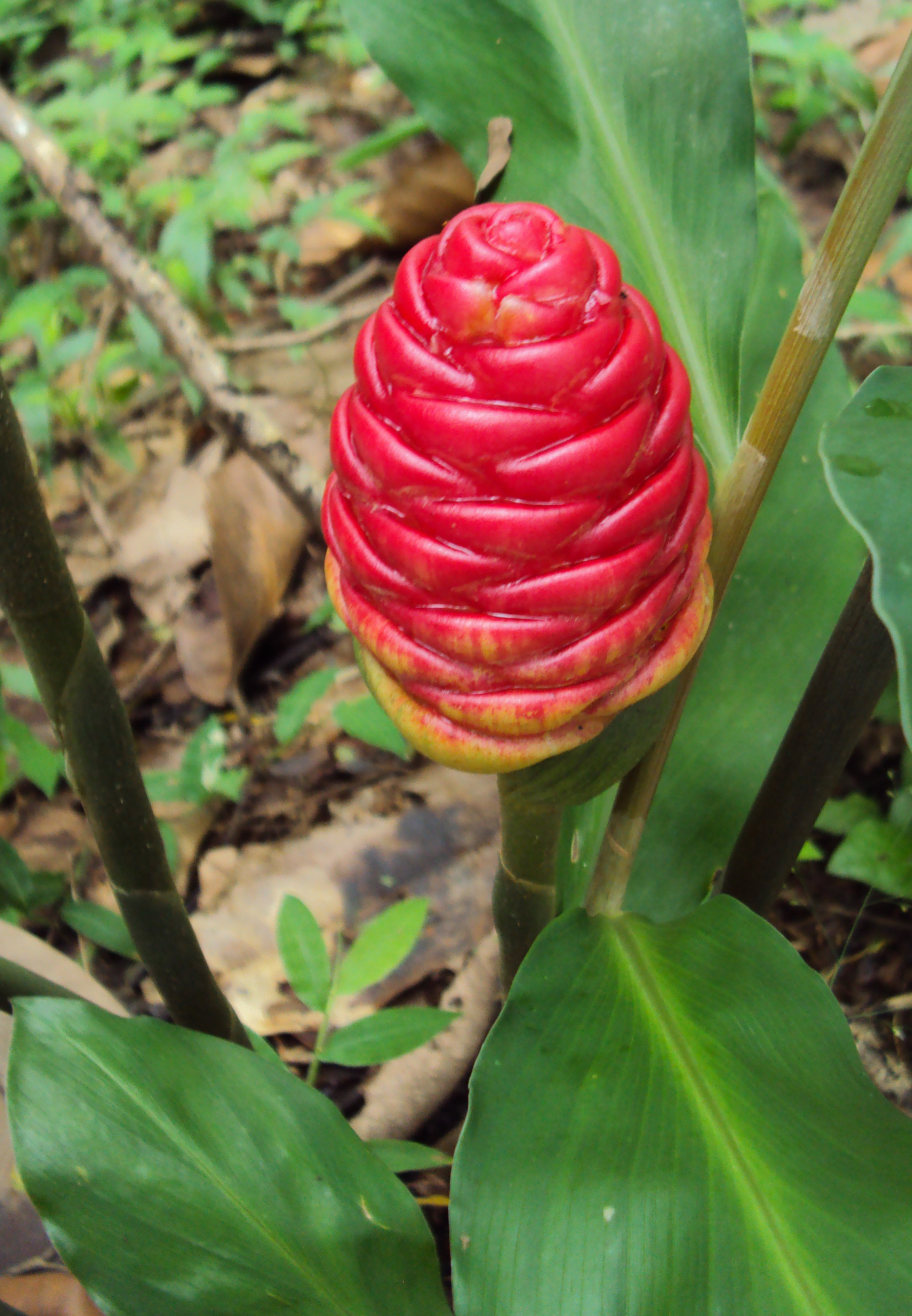